# Miss Brasil 1996
Miss Brasil 1996 foi a 42.ª edição do tradicional concurso de beleza feminino Miss Brasil, válido para a disputa de Miss Universo 1996. 
Esta edição foi realizada no dia 23 de abril de 1006, no espaço de eventos Metropolitan, no Rio de Janeiro. Ao fim da competição, a mineira Miss Brasil 1995, Renata Bessa, coroou Maria Joana Parizotto, do Paraná. O concurso foi gravado pela TV Record e transmitido no dia 4 de maio do mesmo ano, com apresentação do organizador do concurso, Paulo Max.

## Concurso
O jornalista Marcelo Faria, do Jornal do Commercio, fez uma cobertura completa da edição de 1996 e assim pontuou o certame:
A noitada da beleza contou com a cenografia de Max Lopes, tudo sob a direção de Luís Carlos Miele e participação do Balé de Enid Sauer, além do show de Elymar Santos. Junto com Martha Vasconcellos, Miss Universo de 1968, a festa da escolha de Miss Brasil teve o destaque das presenças das misses vitoriosas nas décadas de 50, 60, 70 e 80.
A mais linda mulher do Brasil, Maria Joana Parizotto, é louríssima, possui uma plástica estonteante e sensual distribuída em uma altura de 1m79 e um peso de 58 quilos, além destas medidas: cintura 62cm e busto e quadris 90 cm. Seu jeito cheio de graça e falsa pureza é todo ele igual do Marilyn Monroe. É sagitariana, tem 18 anos e nasceu em Francisco Beltrão, interior do Paraná. Seu hobby é música, pratica natação - a mais completa de todas as ginásticas - e estuda jornalismo na PUC de Curitiba.
Eis o que Maria Joana ganhou na qualidade de Miss Brasil/96: representar seu País no concurso Miss Universo, uma passagem de ida e volta para Las Vegas, mais R$3.000, uma passagem São Paulo/Buenos Aires/São Paulo, com direito a acompanhante (oferta da My Tour), uma jóia de Eli Max, roupas e acessórios de VM by Carla Guimarães, mais roupas e acessórios de Satisfashion e óculos da Lunetterie, além de finais de semana nas cidades fluminenses de Angra dos Reis (Hotel Portobello), Nova Friburgo (Hotel Bucksy), Cabo Frio (Malibú Hotel), Penedo (Hotel da Cachoeira), Búzios (Hotel Gravatás), Macaé (Hotel Ouro Negro) e Rio das Ostras (Hotel Pousada Rio das Ostras). Além de uma viagem a Maceió, com tudo pago durante o período de 8 dias e com direito a acompanhante.
Dia 17 do corrente, quando se trava a batalha de Miss Universo, em Las Vegas, Maria Joana se apresentará com traje típico confeccionado por Alexandre Dutra. Já o traje longo e o de coquetel foram confeccionados por Henrique Filho.

## Resultados

### Colocações
| Posição                 | Estado e Candidata |
| ----------------------- | --- |
| Vencedora               | - Paraná - Maria Joana Parizotto |
| 2º. Lugar               | - Roraima - Aline Resende |
| 3º. Lugar               | - Bahia - Cristiane Simões |
| 4º. Lugar               | - Mato Grosso do Sul - Ana Carina Góis |
| 5º. Lugar               | - Rio de Janeiro - Carolina Müller da Silva |
| (TOP 12) Semifinalistas | - Amazonas - Jaci Leni Cardoso - Espírito Santo - Adriana Dias - Mato Grosso - Raquel Ferreira - Minas Gerais - Daniela Oliveira - Pernambuco - Tatiana Queiroga - Rio Grande do Sul - Karine Baüer - São Paulo - Daniela Zanotello |

### Prêmios Especiais
Foram distribuídos os seguintes prêmios este ano:
| Prêmio               | Estado e Candidata                     |
| -------------------- | -------------------------------------- |
| Miss Simpatia        | - Sergipe - Patricia Borges            |
| Miss Fotogenia       | - Paraná - Maria Joana Parizotto       |
| Melhor Traje de Gala | - Paraná - Maria Joana Parizotto       |
| Melhor Traje Típico  | - Piauí - Maria José Melo              |
| Miss Elegância       | - Mato Grosso do Sul - Ana Carina Góis |

## Jurados
Ajudaram a escolher a vencedora:
1. Guilherme Karam, ator;
2. Beto Simas, ator e modelo;
3. Cláudio Lobato, da revista Caras;
4. Gina MacPherson, Miss Brasil 1960;
5. Martha Vasconcellos, Miss Universo 1968;
6. Dilor Freitas, empresário e proprietário da Cecrisa;
7. Júlio Lopes, empresário e apresentador da TV Record;
8. Arialdo Bosco, vice presidente do FENACLUBES;
9. Alfredo Assis, empresário e médico baiano;
10. Vera Lúcia Couto, Vice-Miss Brasil 1964;
11. Hans Donner, diretor da Rede Globo;
12. Ana Cristina Ridzi, Miss Brasil 1966;
13. Márcia Gabrielle, Miss Brasil 1985;
14. Deise Nunes, Miss Brasil 1986;

## Candidatas
Disputaram o título este ano:
| - Acre - Elizângela Maria Cavalcante da Silva - Alagoas - Izabel Cristina Gonçalves Barros - Amapá - Lalsemi Luiza Silva - Amazonas - Jaci Leni Cardoso Nunes - Bahia - Cristiane Simões Andrade - Brasília - Tatiana Pereira Borges - Ceará - Mônica do Rego Matias - Espírito Santo - Adriana Dias Duarte - Goiás - Karolina de Souza - Maranhão - Carla Lima de Carvalho - Mato Grosso - Raquel Souza Ferreira - Mato Grosso do Sul - Ana Carina Góis Homa - Minas Gerais - Daniela Maria Ferreira de Oliveira - Pará - Lúcia Maria da Silva Oliveira | - Paraíba - Danielle Albuquerque - Paraná - Maria Joana Parizotto - Pernambuco - Tatiana Galvão de Queiroga Lopez - Piauí - Maria José Melo Meneses de Santana - Rio de Janeiro - Carolina Müller da Silva - Rio Grande do Norte - Elizabeth Milana Gomes - Rio Grande do Sul - Karine Hüber Baüer - Rondônia - Cleonice Silveira dos Santos - Roraima - Aline Maria Menezes Resende - Santa Catarina - Débora Moser - São Paulo - Daniela Zanotello - Sergipe - Patricia Borges Carvalho de Abreu - Tocantins - Ana Paula Carmo |